# Apodi
Apodi é um município brasileiro do estado do Rio Grande do Norte. De acordo com a estimativa realizada pelo IBGE (Instituto Brasileiro de Geografia e Estatística) em 2024, sua população é de 37.390 habitantes, distribuídos em 1 602,477 km² de área. Apodi foi emancipado de Portalegre através da Resolução do Conselho Geral da Província do Rio Grande em 11 de abril de 1833.

## Etimologia
Segundo o historiador e folclorista Luís da Câmara Cascudo, o nome Apodi é uma palavra de origem indígena, que teria se originado devido à Chapada do Apodi. Outros historiadores afirmam que o nome significa "coisa firme, altura unida, um planalto, uma chapada".

## Geografia
De acordo com a divisão do Instituto Brasileiro de Geografia e Estatística vigente desde 2017, Apodi pertence às regiões geográficas intermediária e imediata de Mossoró. Até então, com a vigência das divisões em microrregiões e mesorregiões, o município fazia parte da microrregião da Chapada do Apodi, que por sua vez estava incluída na mesorregião do Oeste Potiguar. Apodi é o segundo maior município do Rio Grande do Norte em tamanho territorial, com 1 602,477 km² de área, equivalente a 3,0344% da superfície estadual. Seu território é constituído pela sede e mais três distritos: Córrego, Melancias e Soledade, sendo os dois últimos criados em 1997 e o primeiro em 2017. Limita-se com os municípios de Governador Dix-Sept Rosado e Felipe Guerra ao norte; Umarizal, Itaú e Severiano Melo ao sul; Caraúbas e Felipe Guerra a leste; Severiano Melo, Itaú e o estado do Ceará (Tabuleiro do Norte, Alto Santo e Potiretama) a oeste. Apodi está a 339 km de Natal, capital estadual, e a 2 188 km de Brasília, capital federal.

Município de Apodi, em vermelho, e vizinhos, em azul (Rio Grande do Norte) e verde (Ceará)

O relevo do município, com altitudes inferiores a cem metros, está inserido na Chapada do Apodi, que abrange terras planas com tendência ligeira à elevação, formadas por sedimentos cortados pelo rio Apodi/Mossoró, e na Depressão Sertaneja-São Francisco, que compreende uma série terrenos de menor altitude, de transição entre o Planalto da Borborema e a Chapada do Apodi. Apodi está situado em uma área de abrangência de terrenos da Bacia Potiguar e do embasamento cristalino. Na sede encontram-se rochas da Formação Açu, formadas durante a Idade Cretácea Inferior, há cerca de 120 milhões de anos. Nos vales dos leitos dos Rios Apodi e Umari encontram-se as planícies fluviais, formadas por depósitos aluvionares compostos de areias e cascalhos e sujeitos a inundações. No norte do município encontram-se rochas sedimentares formadas por calcário, com idade aproximada de oitenta milhões de anos, formadas na Idade Cretácea Superior. Na porção sul localizam-se as rochas do embasamento cristalino, mais antigas, formadas na Idade Pré-Cambriana há cerca de um bilhão de anos.

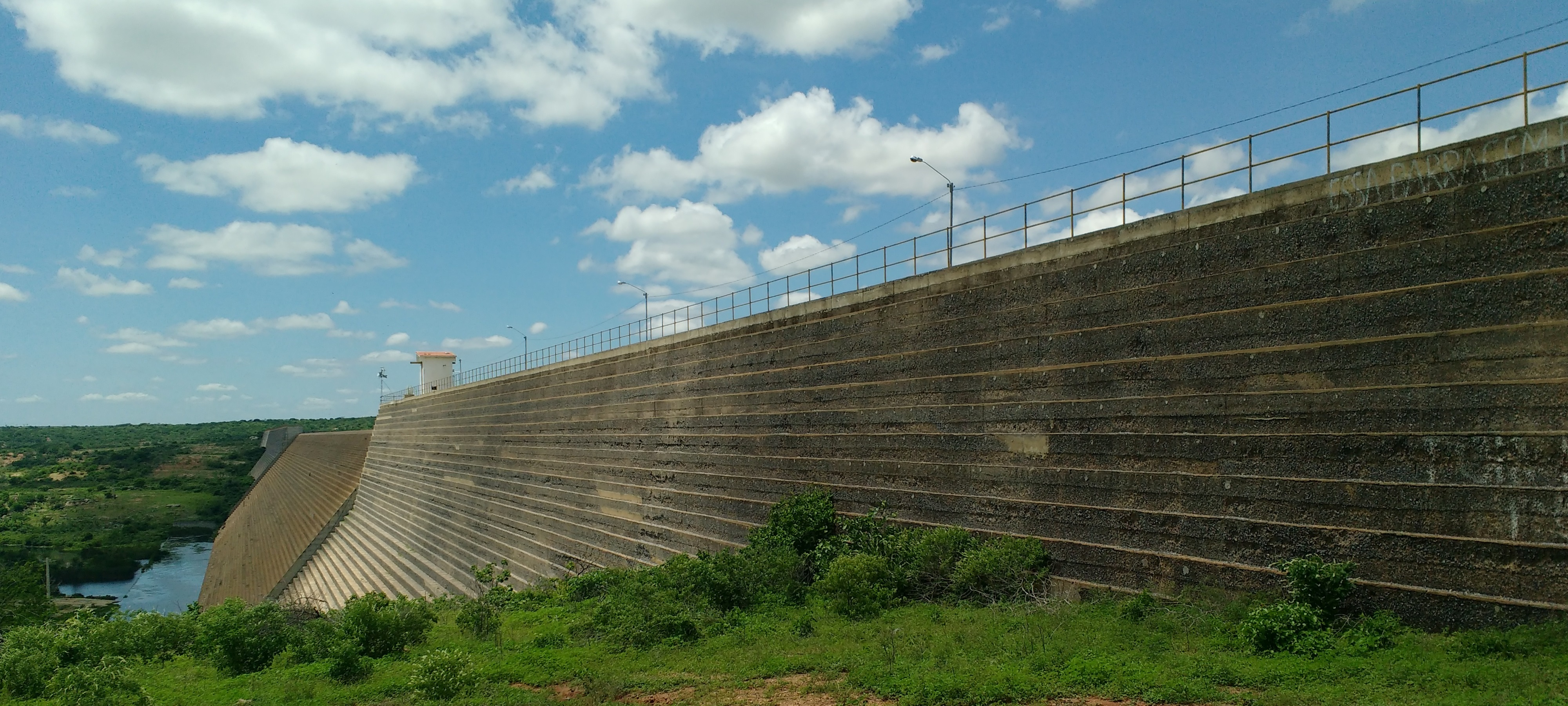
Vertedouro da barragem de Santa Cruz, o segundo maior reservatório do Rio Grande do Norte, com sangradouro ao fundo

Os tipos de solo predominantes são o cambissolo eutrófico, característico de terrenos planos, apresentando textura formada por argila, alto nível de fertilidade e drenagem entre boa e moderada; o podzólico vermelho amarelo equivalente eutrófico, em áreas de relevo suave e ondulada, com fertilidade entre média a alta, textura média e drenagem entre boa e moderada; e a rendzina, altamente fértil, argiloso e nível de drenagem entre imperfeito e moderada. Também existem os solos aluvionais, o luvissolo ou bruno não cálcico, o regossolo e o vertissolo. Esses solos são cobertos pela vegetação da caatinga hiperxerófila, com espécies de plantas de pequeno porte adaptadas a longos períodos secos, como o facheiro, o faveleiro, a jurema-preta, o marmeleiro, o mufumbo e o xique-xique, além de cactáceas. Há também o carnaubal, cuja espécie predominante é a carnaúba. O município possui ainda três áreas de conservação ambiental, sendo que a maior delas é Soledade, com área de 1 081 ha, seguida pela Aurora da Serra (362 ha) e pela Lagoa do Clementino (253,7 ha).
Apodi possui todo o seu território inserido na bacia hidrográfica do Rio Apodi-Mossoró, sendo cortado por esse rio e um de seus afluentes, o Rio Umari. O principal reservatório do município é a Barragem Santa Cruz, oficialmente Barragem Governador Aluízio Alves, com capacidade para 599 712 000 de metros cúbicos de água (m³) e o segundo maior do Rio Grande do Norte, depois da Barragem Armando Ribeiro Gonçalves, em Assu. Foi construído entre 1999 e 2002, sendo que sua bacia hidrográfica cobre uma área de 4 264 km². Outros reservatórios do município, com capacidade igual ou superior a 100 000 m³, são Melancias (1 000 000 m³), Arção (800 000 m³), Lagoa Rasa (500 000 m³), Carnaúba Seca (116 000 m³), Mulungu (100 000 m³) e Boa Vista (100 000 m³). Os principais riachos são da Barra, João Dias e Melancias.

### Clima
| Maiores acumulados de precipitação em 24 horas registrados em Apodi por meses (INMET) | Maiores acumulados de precipitação em 24 horas registrados em Apodi por meses (INMET) | Maiores acumulados de precipitação em 24 horas registrados em Apodi por meses (INMET) | Maiores acumulados de precipitação em 24 horas registrados em Apodi por meses (INMET) | Maiores acumulados de precipitação em 24 horas registrados em Apodi por meses (INMET) | Maiores acumulados de precipitação em 24 horas registrados em Apodi por meses (INMET) |
| Mês                                                                                   | Acumulado                                                                             | Data                                                                                  | Mês                                                                                   | Acumulado                                                                             | Data                                                                                  |
| ------------------------------------------------------------------------------------- | ------------------------------------------------------------------------------------- | ------------------------------------------------------------------------------------- | ------------------------------------------------------------------------------------- | ------------------------------------------------------------------------------------- | ------------------------------------------------------------------------------------- |
| Janeiro                                                                               | 97,6 mm                                                                               | 15/01/1987                                                                            | Julho                                                                                 | 77,4 mm                                                                               | 17/07/2011                                                                            |
| Fevereiro                                                                             | 102 mm                                                                                | 18/02/2017                                                                            | Agosto                                                                                | 66,9 mm                                                                               | 02/08/2000                                                                            |
| Março                                                                                 | 107,6 mm                                                                              | 27/03/1987                                                                            | Setembro                                                                              | 24,9 mm                                                                               | 05/09/1978                                                                            |
| Abril                                                                                 | 126,2 mm                                                                              | 26/04/1979                                                                            | Outubro                                                                               | 26,4 mm                                                                               | 20/10/2011                                                                            |
| Maio                                                                                  | 152,8 mm                                                                              | 05/05/1975                                                                            | Novembro                                                                              | 53,8 mm                                                                               | 07/11/1989                                                                            |
| Junho                                                                                 | 61 mm                                                                                 | 22/06/2013                                                                            | Dezembro                                                                              | 67,6 mm                                                                               | 29/12/1967                                                                            |
| Período: 01/01/1963 a 31/05/1990 e 01/10/1997-presente                                |                                                                                       |                                                                                       |                                                                                       |                                                                                       |                                                                                       |

O clima de Apodi é semiárido, do tipo Bsh na classificação climática de Köppen-Geiger, cujas principais características são a baixa nebulosidade, chuvas concentradas em poucos meses do ano, forte insolação e temperaturas elevadas, o que ocasiona em elevados índices de evaporação e grande déficit hídrico. Apodi apresenta um dos mais altos índices de insolação do Brasil, ultrapassando 3 100 horas/ano. Os meses mais chuvosos são março e abril.
Segundo dados do Instituto Nacional de Meteorologia (INMET), referentes ao período de 1963 a 1990 e a partir de 1997, a menor temperatura registrada em Apodi foi de 15,2 °C em 1° de setembro de 1975 e a maior atingiu os 40 °C em 7 de dezembro de 1966. O maior acumulado de precipitação em 24 horas foi de 152,8 mm em 5 de maio de 1975.
Outros acumulados iguais ou superiores a 100 mm foram 126,2 mm em 26 de abril de 1979, 118,3 mm em 26 de abril de 1985, 107,6 mm nos dias 27 de março de 1987 e 8 de março de 2006, 105,4 mm em 15 de abril de 2000, 103,5 mm em 9 de abril de 2018, 102 mm em 18 de fevereiro de 2017, 101,4 mm em 9 de fevereiro de 1966, 101,3 mm em 23 de abril de 2009, 100,2 mm em 28 de fevereiro de 2011 e 100 mm em 5 de março de 2002. Abril de 1985, com 501,3 mm, foi o mês de maior precipitação.
| Dados climatológicos para Apodi (OMM: 82590)                                                                             | Dados climatológicos para Apodi (OMM: 82590) | Dados climatológicos para Apodi (OMM: 82590) | Dados climatológicos para Apodi (OMM: 82590) | Dados climatológicos para Apodi (OMM: 82590) | Dados climatológicos para Apodi (OMM: 82590) | Dados climatológicos para Apodi (OMM: 82590) | Dados climatológicos para Apodi (OMM: 82590) | Dados climatológicos para Apodi (OMM: 82590) | Dados climatológicos para Apodi (OMM: 82590) | Dados climatológicos para Apodi (OMM: 82590) | Dados climatológicos para Apodi (OMM: 82590) | Dados climatológicos para Apodi (OMM: 82590) | Dados climatológicos para Apodi (OMM: 82590) |
| Mês | Jan                                          | Fev                                          | Mar                                          | Abr                                          | Mai                                          | Jun                                          | Jul                                          | Ago                                          | Set                                          | Out                                          | Nov                                          | Dez                                          | Ano                                          |
| --- | -------------------------------------------- | -------------------------------------------- | -------------------------------------------- | -------------------------------------------- | -------------------------------------------- | -------------------------------------------- | -------------------------------------------- | -------------------------------------------- | -------------------------------------------- | -------------------------------------------- | -------------------------------------------- | -------------------------------------------- | -------------------------------------------- |
| Temperatura máxima recorde (°C)                                                                                          | 39,4                                         | 38,5                                         | 38,4                                         | 37,2                                         | 36,7                                         | 36,3                                         | 36,7                                         | 37,6                                         | 38,5                                         | 39,3                                         | 39                                           | 40                                           | 40                                           |
| Temperatura máxima média (°C)                                                                                            | 34,9                                         | 33,9                                         | 33,1                                         | 32,1                                         | 32                                           | 32                                           | 32,9                                         | 33,8                                         | 35,2                                         | 36,2                                         | 36,3                                         | 35,9                                         | 34                                           |
| Temperatura mínima média (°C)                                                                                            | 24,3                                         | 24,1                                         | 24,1                                         | 24                                           | 23,6                                         | 22,9                                         | 22,6                                         | 22,5                                         | 22,9                                         | 23,4                                         | 23,7                                         | 24,2                                         | 23,5                                         |
| Temperatura mínima recorde (°C)                                                                                          | 19,9                                         | 19,3                                         | 20,4                                         | 20,4                                         | 19,7                                         | 17,7                                         | 17,2                                         | 17,4                                         | 15,2                                         | 17,2                                         | 18,6                                         | 19,6                                         | 15,2                                         |
| Precipitação (mm) | 99,3                                         | 117                                          | 172,3                                        | 212,7                                        | 102,6                                        | 49,4                                         | 31,2                                         | 22,2                                         | 2,1                                          | 0,9                                          | 3,2                                          | 16,7                                         | 829,6                                        |
| Dias com precipitação (≥ 1 mm)                                                                                           | 6                                            | 9                                            | 12                                           | 14                                           | 9                                            | 5                                            | 3                                            | 2                                            | 0                                            | 0                                            | 1                                            | 2                                            | 64                                           |
| Umidade relativa compensada (%)                                                                                          | 72,3                                         | 77,7                                         | 82,6                                         | 85,4                                         | 84                                           | 79,4                                         | 73,2                                         | 69,3                                         | -                                            | 64                                           | 63,2                                         | 66,9                                         | -                                            |
| Insolação (h) | 244,6                                        | 221,4                                        | 236,9                                        | 239,3                                        | 255,9                                        | 240,6                                        | 260,3                                        | 289,8                                        | 291,7                                        | 309,6                                        | 299,5                                        | 274,1                                        | 3 163,7                                      |
| Fonte: INMET (normal climatológica de 1981-2010; recordes de temperatura: 01/01/1963 a 31/05/1990 e 01/10/1997-presente) |                                              |                                              |                                              |                                              |                                              |                                              |                                              |                                              |                                              |                                              |                                              |                                              |                                              |

## Demografia
A população de Apodi no censo demográfico de 2022 era de 36 093 habitantes, sendo o décimo-terceiro município em população do Rio Grande do Norte e o 910° do Brasil, apresentando uma densidade demográfica de 23,3 hab./km². Apesar disso, quase metade dos habitantes (49,57%) residiam na zona rural. Ao mesmo tempo, 50,02% da população eram do sexo masculino e 49,98% do sexo feminino, tendo uma razão de sexo de 99,94. Quanto à faixa etária, 69,57% da população tinham entre 15 e 64 anos, 22,33% menos de quinze anos e 8,1% 65 anos ou mais.
Conforme pesquisa de autodeclaração do mesmo censo, 52,03% dos habitantes eram pardos, 44,54% brancos, 2,59% pretos e 0,84% amarelos. Todos os habitantes eram brasileiros natos sendo 82,57% naturais do município, dos 95,2% nascidos no estado. Dentre os 4,8% da população naturais de outras unidades da federação, os estados com o maior percentual de residentes eram o Ceará (2,55%), a Paraíba (0,91%) e São Paulo (0,37%).

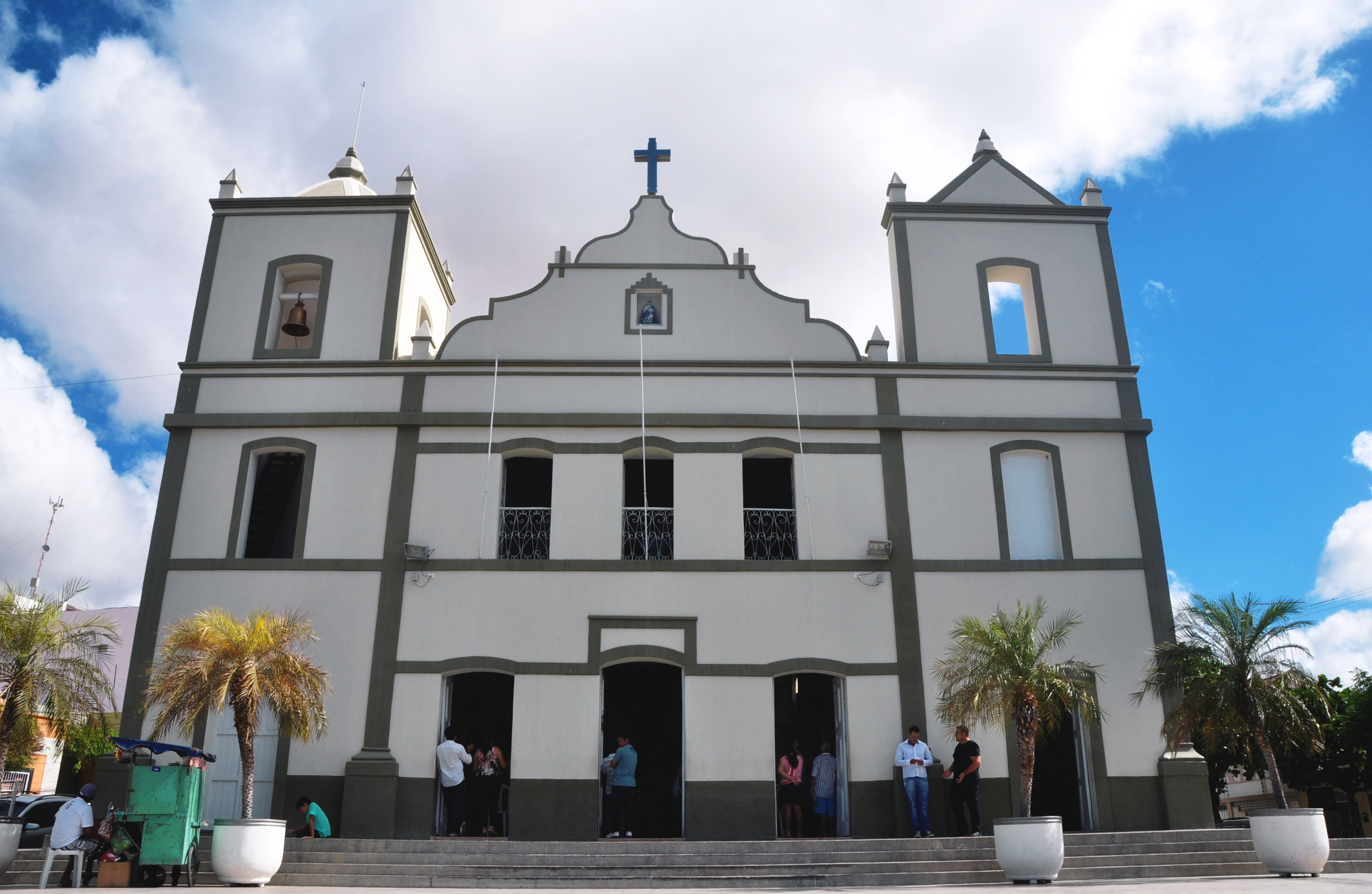
Igreja Matriz de Nossa Senhora da Conceição e São João Batista

Ainda segundo o mesmo censo, 79,59% dos habitantes eram católicos apostólicos romanos, 14,44% protestantes, 0,23% espíritas e 0,03% testemunhas de Jeová. Outros 4,63% não tinham religião, 0,12% seguiam outras religiosidades cristãs, 0,9% não possuíam religião determinada e 0,06% não souberam. Apodi possui como padroeiros Nossa Senhora da Conceição e São João Batista, cuja paróquia é uma das mais antigas da Diocese de Mossoró, criada em 3 de fevereiro de 1766. Existem também alguns credos protestantes ou reformados, sendo a Assembleia de Deus a maior delas.
O Índice de Desenvolvimento Humano (IDH-M) do município é considerado médio, de acordo com dados do Programa das Nações Unidas para o Desenvolvimento (PNUD). Segundo dados do relatório de 2010, divulgados em 2013, seu valor era 0,639, estando na 32ª posição a nível estadual e na 3 312ª colocação a nível nacional. Considerando-se apenas o índice de longevidade, seu valor é 0,747, o valor do índice de renda é 0,611 e o de educação 0,571. No período de 2000 a 2010, a proporção de pessoas com renda domiciliar per capita de até R$ 140 reduziu 44,83%, porém o índice de Gini, que mede a desigualdade social, aumentou de 0,541 para 0,551. Em 2010, 68,55% da população viviam acima da linha de pobreza, 17,05% entre as linhas de indigência e de pobreza e 14,4% abaixo da linha de indigência. No mesmo ano, os 20% mais ricos eram responsáveis por 58,53% do rendimento total municipal, ao passo que os 20% mais pobres detinham apenas 2,72%.

## Política
A administração municipal se dá pelos poderes executivo e legislativo, sendo o primeiro representado pelo prefeito e seu secretariado, e o segundo pela câmara municipal, formada por treze vereadores eleitos por meio do sistema proporcional para legislaturas de quatro anos. Cabe à casa elaborar e votar leis fundamentais à administração e ao executivo, especialmente o orçamento municipal (conhecido como Lei de Diretrizes Orçamentárias). O primeiro prefeito constitucional de Apodi, após a criação do cargo em 1928, foi Francisco Ferreira Pinto, que ocupou o cargo até outubro de 1930, e o atual é Alan Jefferson da Silveira Pinto, eleito em 2016 e reeleito em 2020.
O município se rege por sua lei orgânica, promulgada em 5 de abril de 1990 e alterada por emendas posteriores, e possui uma comarca do poder judiciário estadual, de segunda entrância, cujos termos são Felipe Guerra, Itaú, Rodolfo Fernandes e Severiano Melo. Apodi pertence à 35ª zona eleitoral do Rio Grande do Norte e possuía, em dezembro de 2020, 27 895 eleitores, de acordo com o Tribunal Superior Eleitoral (TSE), o que representa 1,186% do eleitorado estadual.

## Povoados

### Comunidade de Pindoba
O povoado ou comunidade de Pindoba está localizada na região do Vale, zona rural do município de Apodi, onde vivem cerca de 300 habitantes. Está a 16 quilômetros de distância da cidade de Apodi. Sua principal área econômica é o setor primário com produtos agrícolas, extrativismo e artesanato. Em seguida, vem o setor terciário em áreas de serviços e alimentos.
A Assembleia Legislativa do Rio Grande do Norte (ALRN) reconheceu como Patrimônio Cultural, Histórico e Imaterial do Estado do Rio Grande do Norte o artesanato de barro produzido pelas "Mulheres da Loiça". 